# Équipe du Sri Lanka de hockey sur gazon
Maillots
L'Équipe du Sri Lanka de hockey sur gazon représente le Sri Lanka dans les compétitions internationales masculines de hockey sur gazon. En mars 2022, le Sri Lanka est classée 37e au classement mondial.
Le Sri Lanka était autrefois considéré comme une meilleure équipe dans les années 1970, mais n'a pas réussi à réaliser de bonnes performances au niveau international pendant environ quatre décennies. L'équipe de hockey sur gazon du Sri Lanka a participé à la Ligue mondiale pour la première fois de son histoire lorsqu'elle a pris part à la Premier tour de la ligue mondiale de hockey sur gazon masculin 2016-2017 et ils ont réalisé de très bonnes performances en battant toutes les équipes contre lesquelles ils avaient joué dans les matchs de poule. Ils se sont également qualifiés pour la finale de la ronde 1 de la Ligue mondiale de hockey dans la catégorie asiatique. Lors de la finale, le Sri Lanka a disputé un match nul à plein temps contre la Chine, avec 3 buts de chaque équipe. La Chine a remporté la finale en marquant 4-2 aux tirs au but et le Sri Lanka a décroché la médaille d'argent à la fin de la compétition du premier tour. Après avoir été finaliste, l'équipe sri-lankaise s'est qualifiée pour participer à la Deuxième tour de la ligue mondiale de hockey sur gazon masculin 2016-2017. Mais le Sri Lanka n'a pas réussi à gagner ne serait-ce qu'un seul match et a été éliminé de la Ligue mondiale de hockey sur gazon. Au deuxième tour, le Sri Lanka a obtenu la 7e place en battant les Fidji lors des éliminatoires pour la 7e place.
En 2016, le Sri Lanka est entré dans l'histoire en se qualifiant pour disputer la finale de la Coupe de la Fédération asiatique de hockey. C'était la première fois que le Sri Lanka se qualifiait pour jouer en finale de la Coupe de la Fédération asiatique de hockey. En finale, le Sri Lanka a perdu 0-3 contre le Bangladesh et a remporté la médaille d'argent.
Le Sri Lanka s'est également qualifié pour participer aux Jeux asiatiques de 2018 dans l'épreuve par équipe masculine après une troisième place aux qualifications.

## Histoire dans les tournois

### Ligue mondiale
- 2012-2013 - 1er tour
- 2014-2015 - 1er tour
- 2016-2017 - 33e place

### Jeux asiatiques
- 2014 - 10e place
- 2018 - 8e place

### Coupe d'Asie
- 1982 - 7e place
- 1985 - 8e place
- 1999 - 9e place
- 2007 - 9e place

### Coupe AHF
- 1997 -
- 2002 -
- 2008 - 4e
- 2012 -
- 2016 -
- 2022 - Qualifié

### Jeux sud-asiatiques
- 1995 - 4e place
- 2006 -
- 2010 - 4e place
- 2016 - 4e place

## Composition actuelle
La composition suivante pour les Jeux asiatiques de 2018 du 19 août au 2 septembre 2018.
Sélections mises à jour au 3 septembre 2018 après la compétition
Entraîneur :  Tamara Paragoda
| Numéro | Joueur                   | Date de naissance | Âge | Sélections |
| ------ | ------------------------ | ----------------- | --- | ---------- |
| 1      | Chamilka Mahabaduge (GB) | 12 octobre 1996   | 21  | 3          |
| 2      | Dhammika Ranasingha      | 19 novembre 1988  | 29  | 31         |
| 3      | Ishanka Doranegala       | 13 décembre 1983  | 34  | 92         |
| 4      | Pushpa Hendeniya         | 17 octobre 1990   | 27  | 26         |
| 6      | Harindra Dharmarathna    | 9 août 1983       | 35  | 107        |
| 7      | Tharanga Gunawardana     | 5 février 1987    | 31  | 39         |
| 9      | Sanjeewe Malegodagamage  | 3 juillet 1985    | 33  | 6          |
| 10     | Vipul Warnakula          | 15 décembre 1998  | 19  | 6          |
| 11     | Sandaruwan Sudusinghe    | 25 juillet 1988   | 30  | 39         |
| 12     | Nalantha Karunamunige    | 5 août 1987       | 31  | 51         |
| 13     | Rajitha Kulathunga       | 5 septembre 1991  | 26  | 25         |
| 15     | Gihan Rathnayake         | 6 août 1996       | 22  | 2          |
| 17     | Ravidu Bothale           | 24 février 1997   | 21  | 6          |
| 20     | Pramudya Fernando        | 31 octobre 1995   | 22  | 20         |
| 22     | Dinesh Don Abraham       | 25 août 1990      | 27  | 47         |
| 23     | Lahiru Panthie (C)       | 30 novembre 1989  | 28  | 42         |
| 29     | Tharindu Hendeniya (GB)  | 25 juin 1992      | 26  | 20         |
| 32     | Anuradha Rathnayake      | 29 octobre 1992   | 25  | 27         |